# Віктор Моріц Гольдшмідт
Віктор Моріц Гольдшмідт (нім. Victor Moritz Goldschmidt, 27 січня 1888, Цюрих — 20 березня 1947, Вест-Акер, поблизу Осло) — хімік і геофізик, один з основоположників геохімії і кристалохімії. Розробив геохімічну класифікацію елементів, запропонував закон ізоморфізму, названий його ім'ям. Висунув одну з перших теорій щодо складу і будови глибин Землі, причому передбачення Гольдшмідта підтвердилися найбільшою мірою. Одним з перших розрахував склад верхньої континентальної кори. На його честь названий мінерал гольдшмідтит.

## Життєпис
Віктор Моріц Гольдшмідт народився в Цюріху в єврейській родині. Його батьки, Генріх Якоб Гольдшмідт (Heinrich Jacob Goldschmidt) (1857—1937) і Амелі Коен (Amelie Koehne) назвали свого сина на честь учителя батька, Віктора Меєра. Сім'я Гольдшмідтів переїхала до Норвегії в 1901 році, коли Генріх Гольдшмідт отримав посаду професора хімії в Крістіанії (стара назва Осло).
У 1905 році Гольдшмідт почав вивчати мінералогію, геологію та хімію в Університеті Осло. Його вчителем був відомий норвезький петрограф, професор мінералогії і геології Вольдемар Крістофер Бреггер (1851—1940). З 1907 р. Віктор Гольдшмідт виконував петрографічні роботи з контактного метаморфізму в районі Осло. Його дисертація була опублікована в 1911 році і є однією з його головних робіт. У 1914 році, у віці лише 26 років, він став професором і директором Мінералогічного інституту Університету Християнії (нині Університет Осло).
Перша наукова робота Гольдшмідта називалася «Контактовий метаморфізм в околицях Крістіанії». У ній він вперше застосував термодинамічне правило фаз до геологічних об'єктів.
Досліджував закономірності розподілу хімічних елементів в тілі Землі. Результати він опублікував у серії статей під назвою «Закони геохімічного розподілу елементів» (1923–27). Він визнав, що закони кристалохімії відіграють важливу роль. Елементи з подібним йонним радіусом можуть замінювати один одного в кристалах і утворювати загальні мінерали (правило Гольдшмідта). Він зміг визначити багато атомних та йонних радіусів за рентгенівськими дифракційними зображеннями. Таким чином, роботи Гольдшмідта про атомні і йонні радіуси суттєво вплинули на кристалохімію, склавши її важливу основу.
Серія його робіт під назвою «Геохімія елементів» (Geochemische Verteilungsgesetze der Elemente) вважається початком геохімії. 
У 1926 році був обраний членом Німецької національної академії наук Леопольдина. З 1924 р. — член-кореспондент Російської академії наук, а з 1929 р. — член Геттінгенської академії наук.

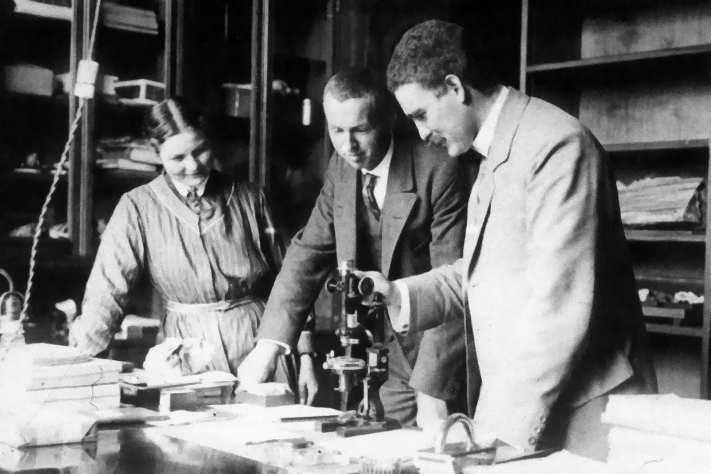
Віктор Гольдшмідт (праворуч), 1915 рік

Під час німецької окупації Гольдшмідт був заарештований, але незадовго до запланованої відправки в концентраційний табір був викрадений Норвезьким Опором, і переправлений до Швеції. Потім він перебрався до Англії, де жили його родичі.
Після війни він повернувся в Осло, і помер там у віці 59 років.
Його головна праця — «Геохімія» — була відредагована і видана посмертно в Англії у 1954 році.
Цирк Гольдшмідта у Східній Антарктиці носить його ім’я з 1972 року.

## Інтернет-ресурси
- The Importance of the Pioneering Work by V.M. Goldschmidt